# St Albans
Saint Albans este un oraș și un district ne-metropolitan din Regatul Unit, situat în comitatul Hertfordshire, în regiunea East, Anglia. Districtul are o populație de 131.300 locuitori, din care 64.038 locuiesc în orașul propriu zis. 

## Istoric
Conform tradiției aici a avut loc martiriul Sfântului Alban, probabil în anul 305.
Psaltirea de la St Albans, un manuscris iluminat din secolul al XII-lea, a ajuns în Europa continentală după desființarea mănăstirilor din Anglia în anul 1539.

## Monumente
- Catedrala St Albans⁠(en)[traduceți], în forma actuală din secolul al XI-lea

## Orașe din district
- Saint Albans
- Harpenden

## Personalități născute aici
- Stephen Clarke (n. 1958), jurnalist, scriitor;
- Clubroot (n. 1985), muzician.